# Mannhard Bech
Mannhard Bech (* 12. November 1967 in Rendsburg) ist ein ehemaliger deutscher Handballspieler.
Vom TSV Owschlag kam Bech 1992 zum THW Kiel, mit dem er 1994 und 1995 Deutscher Meister wurde. 1995 ging er zurück nach Owschlag, wo er für eine Spielzeit an die SG Flensburg-Handewitt ausgeliehen wurde. 1996 ging er dann als Spielertrainer zum TSV Altenholz und ein Jahr später wieder zurück zum TSV Owschlag.
In insgesamt 72 Bundesligaspielen, davon vier für Flensburg, erzielte er 91 Tore (davon ein Siebenmetertor). Für die Nationalmannschaft bestritt Bech vier A-Länderspiele, in denen er zwei Tore warf. Seine Spielposition war meist Linksaußen.
Nach seiner aktiven Zeit  trainierte er bis 2005 den Oberligisten HSG Hohn/Elsdorf. Anschließend leitete er verschiedene Jugendmannschaften bei der SG Bordesholm/Brügge, bis 2014 bei der Bramstedter TS und daraufhin beim SV Henstedt-Ulzburg. Ab Sommer 2015 war er beim THW Kiel in der Nachwuchsförderung tätig. Am 26. November 2015 übernahm Bech zusätzlich das Traineramt vom TSV Altenholz, den er bis zum Saisonende 2016/17 trainierte. Ab dem Januar 2018 bis zum Dezember 2019 trainierte er den Drittligisten Mecklenburger Stiere Schwerin. Zur Saison 2020/21 übernahm Bech die Damenmannschaft des TSV Wattenbek, die in der 3. Liga antritt.
Mannhard Bech arbeitet als Geschäftsführer in seinem Kieler Unternehmen, das Sportcamps organisiert. Er ist verheiratet.